# 부여 김동효 영정
부여 김동효 영정(扶餘 金東孝 影幀)은 대한민국 충청남도 부여군에 있는, 조선 후기의 문신인 연당 김동효 선생의 초상화이다. 2000년 1월 11일 충청남도의 유형문화재 제157호로 지정되었다.

## 개요
조선 후기의 문신인 연당 김동효 선생의 초상화로, 가로 56cm, 세로 107cm이다.
김동효는 조선 철종 12년(1861) 부여에서 태어났으며, 경인 금영감시·경자순응참봉 등 여러 벼슬을 지내었다.
화원 채용신이 그의 나이 80세 때인 1926년에 그린 것으로, 완숙한 경지가 엿보인다. 현재 경주 김씨 문중에서 보관하고 있다.

## 참고 자료
- 부여김동효영정 - 국가유산청 국가유산포털